# Zorion taranakiensis
Zorion taranakiensis là một loài bọ cánh cứng trong họ Cerambycidae.